# 33401 Radiya-Dixit
33401 Radiya-Dixit este o planetă minoră (asteroid) din centura de asteroizi. A fost descoperită pe 12 februarie 1999 la Experimental Test Site⁠(d) de Lincoln Near-Earth Asteroid Research. 
Obiectul prezintă o orbită caracterizată de o semiaxă mare de 2,2316792 UAi, o excentricitate de 0,17, o înclinație de 3,77016 ° în raport cu ecliptica.